# Конденсація Кневенагеля

Конденсація Кневенагеля

Конденсація Кневенагеля (англ. Knoevenagel condensation) — конденсація альдегідів або кетонів (менш реактивні в цих реакціях) з СН-кислотами (малоновою кислотою, її естерами та їх похідними, ацето- та ціанацетатами) в похідні етилену при нагріванні зі слабкими основами (амінами, хіноліном, піперидином, ацетамідом).
Застосовується також в комбінаторній хімії.